# 曹代蕭
曹代蕭（1554年—？），字畫一，號莒岸，河南歸德府商丘縣人，民籍，明朝政治人物。同進士出身。

## 生平
萬曆十三年乙酉科河南鄉試第六名舉人。萬曆十四年（1586年）丙戌科會試二百三十九名，登三甲第二百八十名進士。吏部观政。十六年八月同考順天府鄉試，十七年四月授刑部主事，十九年六月关外审决，二十年升本部员外郎，九月升户部郎中，二十二年出为浙江嘉兴府知府，丁憂歸。二十七年補直隸永平府知府。二十九年四月升山西按察司副使、昌平兵备，考察調簡。

## 家族
曾祖曹迪；祖父曹虎；父曹楫，曾任冠帶生員。母陳氏。具庆下。弟如蕭、守蕭。

## 註腳
1. ↑  （明）张朝瑞. . 《续修四库全书》史部第828册.
2. ↑  鲁小俊，江俊伟著. . 武汉：武汉大学出版社. 2009. ISBN 978-7-307-07043-1.
3. ↑  龚延明主编. . 宁波: 宁波出版社. 2016. ISBN 978-7-5526-2320-8. 《天一閣藏明代科舉錄選刊.登科錄》之《萬曆丙戌科進士同年總綠》